# Dypsis tsaratananensis
Espèce
Synonymes
- Neodypsis tsaratananensis Jum.[2] [1]

Statut de conservation UICN

 DD  : Données insuffisantes
Dypsis tsaratananensis est une espèce de plantes de la famille des Arecaceae.

## Publication originale
- Palms of Madagascar 226. 1995.